# Wielbark (gemeente)
De gemeente Wielbark is een landgemeente in het Poolse woiwodschap Ermland-Mazurië, in powiat Szczycieński.
De zetel van de gemeente is in Wielbark.
Op 31 december 2006, telde de gemeente 6760 inwoners.

## Oppervlakte gegevens
De gemeente heeft een oppervlakte van 347,89 km², waarvan:
- agrarisch gebied: 35%
- bossen: 58%

De gemeente beslaat 18% van de totale oppervlakte van de powiat.

## Demografie
Stand op 30 juni 2004:
| Omschrijving                   | Totaal | Totaal | Vrouwen | Vrouwen | Mannen | Mannen |
| ------------------------------ | ------ | ------ | ------- | ------- | ------ | ------ |
| eenheid                        | aantal | %      | aantal  | %       | aantal | %      |
| inwoners                       | 6265   | 100    | 3057    | 48,8    | 3208   | 51,2   |
| bevolkingsdichtheid (inw./km²) | 18     | 18     | 8,8     | 8,8     | 9,2    | 9,2    |

In 2002 bedroeg het gemiddelde inkomen per inwoner 1467,45 zł.

## Administratieve plaatsen (sołectwo)
Baranowo, Ciemna Dąbrowa, Głuch, Jesionowiec, Kipary, Kołodziejowy Grąd, Kucbork, Lejkowo, Lesiny Wielkie, Łatana Wielka, Nowojowiec, Olędry, Piwnice Wielkie, Przeździęk Mały, Przeździęk Wielki, Sędrowo, Szymanki, Wesołowo, Wielbark, Wyżegi, Zabiele, Zieleniec.

## Overige plaatsen
Borki Wielbarskie, Jakubowy Borek, Jankowo, Lesiny Małe, Łatana Mała, Łysak, Maliniak, Ostrowy, Róklas, Stachy, Wesołówko, Zapadki, Zieleniec Mały

## Aangrenzende gemeenten
Chorzele, Czarnia, Janowo, Jedwabno, Rozogi, Szczytno